# Zaria
 For alternative betydninger, se Zarja.
Zaria er en by i det nordlige Nigeria, med et indbyggertal (pr. 2007) på cirka 1.018.000. Byen ligger i delstaten Kaduna, der er præget af etniske uroligheder mellem muslimer og kristne.